# Onlinemedien
Onlinemedien sind Massenmedien, die online, digital, interaktiv über Internetdienste angeboten werden und genutzt werden können.

## Allgemeines
Onlinemedien ist ein Begriff aus der Kommunikationswissenschaft, der alle journalistischen Massenmedien im Internet betrifft. Dadurch werden Onlinemedien vom allgemeinen Internet, Breitbandkabel oder Funkübertragung abgegrenzt. Es wird eine Dienstleistung unter Ausnutzung von elektronischen Transportwegen wie dem Internet erbracht. Für die Zugehörigkeit zu Onlinemedien ist ein Mindestmaß an Institutionalisierung (Veranstalter, Verleger) erforderlich.
Onlinemedien ist die zusammenfassende Bezeichnung für einen Teilmarkt der Neuen Medien, die digital, interaktiv und im Online-Betrieb genutzt werden. Onlinemedien gehören zu den Übertragungsmedien wie auch ihr Gegensatz, die Offlinemedien (etwa Blu-ray Disc, Compact Disk oder DVD). Onlinemedien unterscheiden sich von anderen Medien durch die Hypermedialität (Verknüpfung von Text, Bild, Film und Ton), maschinelle Interaktivität, Beeinflussung der Informationsaufnahme durch den Benutzer und die personale Interaktivität.

## Etymologie
Medien sind Träger von Informationen oder Nachrichten und ermöglichen Telekommunikation. Der Anglizismus „Online“ leitet sich von englisch on the line ab, wurde zunächst für eine aktive Telefonleitung benutzt und ist mit „telefonisch, durch das Telefon verbunden oder am Telefon“ zu übersetzen. Heute besitzt das Wort einen anderen Begriffsinhalt und bedeutet die temporäre oder permanente Verbindung von Computern durch Telekommunikationsnetze. Onlinemedien sind in diesem Zusammenhang Medien, die durch Nutzung von Übertragungstechniken die Vernetzung von Computern ermöglichen. Das Internet als Onlinemedium erster Ordnung stellt die technische Grundstruktur für alle Onlinemedien zur Verfügung. Onlinemedien sind jene technischen Medien, die durch temporäre oder permanente digital-elektronische Vernetzung von Computern entstehen und das Potenzial haben, unterschiedliche kommunikative und/oder publizistische Leistungen und Funktionen für Benutzer erfüllen zu können. Im Umkehrschluss gehören alle „Offline“ nutzbaren Medien nicht zu den Onlinemedien.

## Arten
Onlinemedien können verkabelte (etwa Online Personal Computer) und kabellose (Wireless Application Protocol, UMTS) Geräte bzw. Übertragungswege nutzen.
Zu den Onlinemedien gehören insbesondere Internetfernsehen, Internetradio, Netzpublikationen, elektronische Zeitschriften, Nachrichtenportale, Elektronische Zeitungen oder Webangebote von Rundfunkveranstaltern.

## Rechtsfragen
Onlinemedien gelten nach § 2 Nr. 1 TMG als Diensteanbieter, also natürliche oder juristische Personen, die eigene oder fremde Telemedien zur Nutzung bereithalten oder den Zugang zur Nutzung vermitteln. Ihre Informationspflichten gegenüber den Nutzern ergeben sich aus § 5 TMG. Das Verfahren über Nutzerbeschwerden ist in § 10a TMG geregelt. Onlinemedien dürfen personenbezogene Daten (Bestandsdaten) eines Benutzers nur erheben und verwenden, soweit sie für die Begründung, inhaltliche Ausgestaltung oder Änderung eines Vertragsverhältnisses zwischen dem Diensteanbieter und dem Nutzer über die Nutzung von Telemedien erforderlich sind (§ 14 TMG).

## Abgrenzung
Wegen mangelnder oder zu geringer Institutionalisierung sind bloße private Webangebote, aber auch E-Commerce, Werbung oder Public Relations keine Onlinemedien. Gegensatz sind die Offline-Medien (wie etwa Bildträger, Direct Connect, Digital Audio Tape oder Tonträger) und die Printmedien.